# Zdobycie Antwerpii
Oblężenie Antwerpii – oblężenie, które miało miejsce w latach 1584–1585 w trakcie wojny osiemdziesięcioletniej.

## Początek oblężenia
Rozpoczynając oblężenie, w 1584 roku Aleksander Farnese wybudował most na Skaldzie w rejonie miasteczka Kallo położonego 9 mil od Antwerpii. Most w środkowej części składał się z połączonych ze sobą i zakotwiczonych łodzi, wyposażonych w działa i wzmocnionych po obu stronach tratwami. Dzięki tej inwestycji zaopatrzenie Antwerpii przez flotyllę poruszającą się w górę rzeki stało się niemożliwe. Budowę ukończono w lutym 1585 r. Mieszkańcy obleganego miasta postanowili zniszczyć most za pomocą floty statków wyładowanych materiałem wybuchowym. Ostatecznie przygotowano do tego celu dwie jednostki o nazwach Nadzieja i Fortuna, które nafaszerowano materiałem wybuchowym, kamieniami i tonami żelastwa zebranego w całym mieście. Całość przykryto drewnem, przez co oba statki sprawiały wrażenie zwykłych branderów. Różnica polegała na tym, że na Fortunie ładunek odpalić miał zwykły lont, zaś na Nadziei specjalny mechanizm zegarowy.

## Most hiszpański na Skaldzie

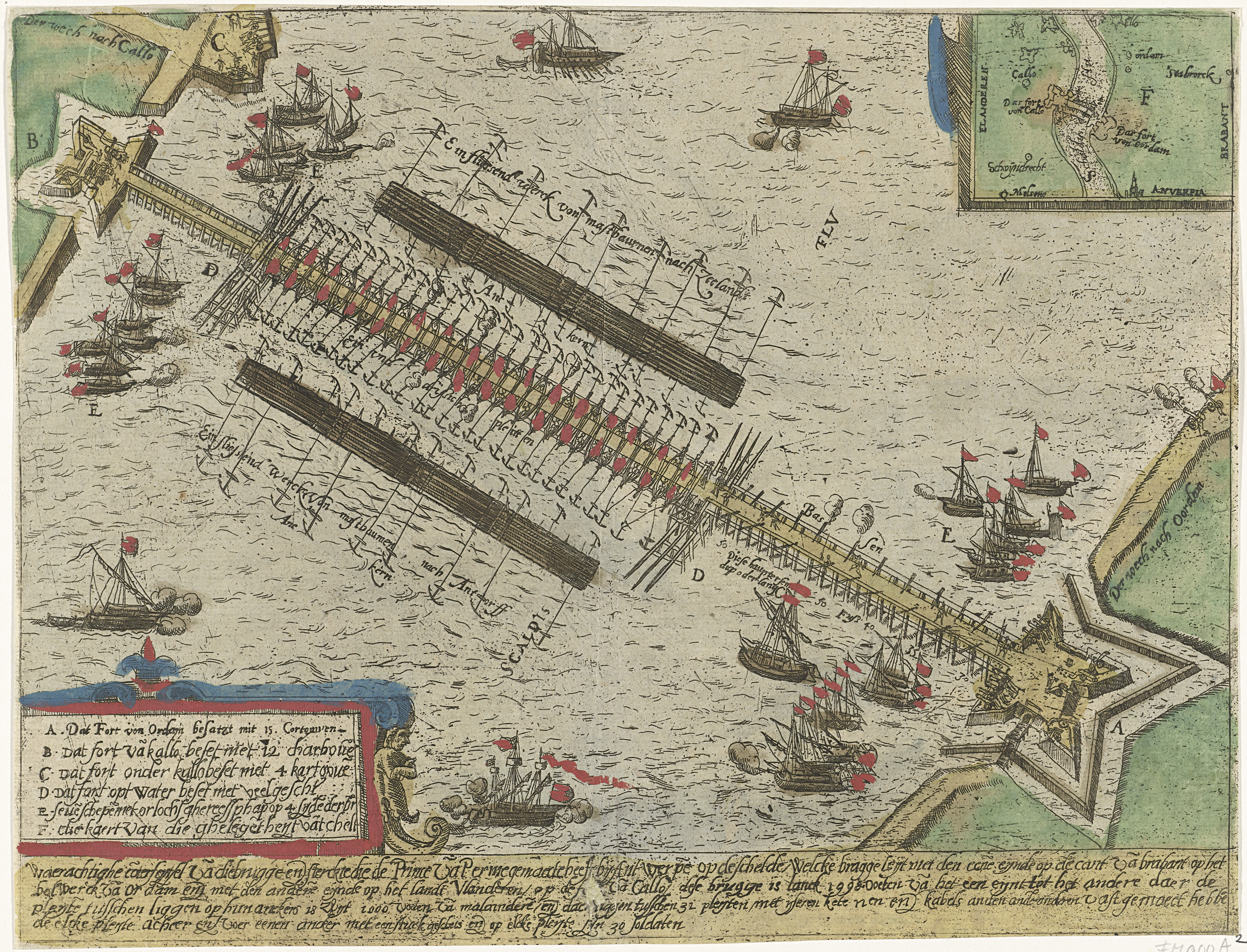
Most hiszpański na Skaldzie zbudowany ze statków

Dnia 5 kwietnia 1585 dowodzący akcją Jacob Jacobzon wysłał 32 łodzie w dół Skaldy. Łodzie uderzyły w chroniące most tratwy, po czym spłonęły lub zatonęły. Następnie pojawiły się oba wielkie statki. Fortuna osiadła na mieliźnie, a eksplozja, która na niej nastąpiła, była niewielka. W chwilę później z nurtem rzeki nadpłynęła Nadzieja, która uderzyła w most. Uważając, że to kolejny brander, Hiszpanie wkroczyli na statek, gasząc płomienie. W chwilę potem nastąpiła jedna z największych w tamtych czasach eksplozja, w wyniku której unicestwieniu uległ most, okoliczne forty, groble i część nadbrzeża. Na miejscu zginęło ponad 1000 hiszpańskich żołnierzy, ich ciał nie odnaleziono nigdy. Zapadły się pobliskie domy, a wielu ludzi obaliła potężna fala uderzeniowa. Z nieba spadały umieszczone na okręcie kule armatnie, kamienie i szczątki ofiar. Jeden z oficerów siłą podmuchu przeleciał pół mili przez rzekę, spadając bezpiecznie na drugim jej brzegu.
Pomimo tego wielkiego sukcesu, Holendrzy nie ruszyli do szturmu i nie wykorzystali tym samym wielkiej szansy na zwycięstwo. Farnese po ochłonięciu z emocji nakazał odbudowę zniszczonego mostu. 

## Hiszpanie wkraczają do Antwerpii

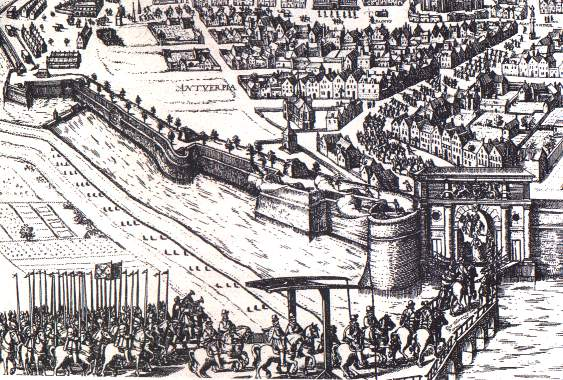
Wkroczenie Hiszpanów do Antwerpii

Kolejnym celem obrońców stała się grobla Kowenstyn. Holendrzy starli się tutaj z Hiszpanami w walce na piki i pistolety a dzięki odsieczy ze strony morza ich 3-tysięczny oddział zajął groblę. Następne umocnili się, wykonując liczne okopy i przekopując kanał dla barek. W odpowiedzi, Hiszpanie przypuścili pięć ataków, z których ostatni okazał się udany. Ostateczna porażka załamała i zmusiła Holendrów do podjęcia negocjacji z Hiszpanami. 17 sierpnia 1585 r. Antwerpia podpisała honorową kapitulację. Miasto i mieszkańców oszczędzono, a Hiszpanie otrzymali zapłatę w twardej monecie. 